# Dan Voiculescu
Dan Voiculescu (ur. 25 września 1946 w Bukareszcie) – rumuński przedsiębiorca, ekonomista, magnat mediowy i polityk, były senator, założyciel Rumuńskiej Partii Humanistycznej.

## Życiorys
W 1969 ukończył studia na wydziale handlu zagranicznego Akademii Studiów Ekonomicznych w Bukareszcie. W 1977 doktoryzował się na tej samej uczelni. Od 1970 pracował w przedsiębiorstwach handlu zagranicznego, na początku lat 90. założył holding Grivco. Na początku lat 90. zaangażował się w działalność w branży mediowej, powołując Intact Media Group. Kontrolowany przez rodzinę koncern początkowo obejmował dziennik „Jurnalul Național” i pierwszą prywatną stację telewizyjną Antena 1. Stopniowo rozrastał się o kolejne media w postaci kanałów telewizyjnych, stacji radiowych i czasopism. W 2006 wartość aktywów Dana Voiculescu i jego krewnych szacowano na 0,5 miliarda dolarów amerykańskich (9. miejsce w kraju), zaś w 2009 majątek ten wyceniano na 1,5–1,6 miliarda dolarów amerykańskich.
W 1991 Dan Voiculescu zaangażował się także w działalność polityczną, zakładając Rumuńską Partię Humanistyczną, która w 2005 została przemianowana na Partię Konserwatywną. Nieprzerwanie do 2008 pełnił funkcję przewodniczącego tego ugrupowania. Partia nie odgrywała w latach 90. większego znaczenia, wpływy w mediach jej lidera skłoniły do współpracy wyborczej z nią w 2000 socjaldemokratów. Koalicję ponowiono w 2004, wówczas Dan Voiculescu po raz pierwszy został wybrany do Senatu. Mandat, uzyskiwany dzięki współpracy z lewicą, sprawował także w latach 2008–2012, w wyższej izbie rumuńskiego parlamentu zasiadł także w styczniu 2013, jednak w tym samym miesiącu odszedł z Senatu.
W 2006 był kandydatem swojego ugrupowania na stanowisko wicepremiera. Funkcji tej nie objął po ujawnieniu przez Krajową Radę Badań Archiwów Securitate (CNSAS) jego współpracy z rumuńską komunistyczną służbą bezpieczeństwa Securitate. Dan Voiculescu zaprzeczał tej współpracy, jednakże fakt ten został ostatecznie potwierdzony w postępowaniu sądowym. Doprowadziło to również do publicznych spekulacji, iż związki z Securitate umożliwiły mu zdobycie pozycji biznesowej i politycznej po przemianach ustrojowych.
W 2014 został prawomocnie skazany na karę 10 lat pozbawienia wolności oraz konfiskatę mienia za pranie brudnych pieniędzy, korupcję i oszustwa przy prywatyzacji Instytutu Badań Żywności. Zwolnienie uzyskał w 2017 po odbyciu około 1/3 kary.

## Odznaczenia
- Kawaler Orderu Wiernej Służby (2002, odebrany w 2019)[10]